# Château de la Tannière
Le château de la Tannière était un château français, puis une maison seigneuriale situés à La Tannière, dans le département de la Mayenne et la région des Pays de la Loire. 

## Situation
Il était situé dans l'actuel bourg de La Tannière[réf. incomplète]. La maison seigneuriale a disparu au milieu du XIXe siècle

## Histoire
Guillaume de Gorram au commencement du XIIe siècle, construisit dans la paroisse de Saint-Berthevin un château neuf, qu'il nomma la Tannière. Il ne s'agit pas d'un édifice en maçonnerie, dont il resterait certainement des traces, mais d'une forteresse en terre et en bois[réf. incomplète]. Il y fit aussi une chapelle, qui n'est autre que l'église actuelle, planta un verger ; eut là des étangs, des moulins, un four, foire et marchés, un bourg et des bourgeois, qui est à l'origine du bourg de La Tannière[réf. incomplète].
La juridiction du bailliage de Pontmain, au moins depuis 1660, se tenait à la Tannière, probablement dans une ancienne maison seigneuriale qui a disparu au milieu du XIXe siècle[réf. incomplète].
« « La façade est ornée d'un portique garni de deux colonnes sculptées ; les croisées sont cintrées ; le dessus représente des ours sculptés en pierre et qui semblent marquer les points cardinaux ; au rez-de-chaussée se trouve une cheminée dont le manteau est d'une seule pierre de 2 mètres de long sur 1 mètre 30 de large et sur laquelle sont sculptés divers personnages ; au devant de cette maison se trouve l'entrée d'un souterrain ; le bâtiment et les jardins étaient entourés d'une douve, mais sans pont-levis. » Description de la Maison seigneuriale par A. de Sérière, Statistique de la Mayenne, p. 100.  »
La chapelle de la famille Levannier, située à côté du rond-point de Saint-Mars-sur-la-Futaie est décorée de sculptures qui ont été enlevées de la maison seigneuriale de la Tannière.

## Les seigneurs

### La famille de Gorron
Guillaume de Gorram (alias de Gorron) se rend à l'abbaye du Mont-Saint-Michel avec Henri de Gorram, son frère, et en plein chapitre fit accepter aux religieux le service de la chapelle. Il renouvelle ce don dans l'Abbaye de Savigny aux mains de Guy Ier d'Étampes, évêque du Mans, qui en donna une charte confirmative le 11 juin 1128[réf. incomplète].
Gillon de Gorram, fils de Guillaume, mari d'Osanne, par acte passé dans sa maison de la Tannière, en 1163, gratifia aussi les moines de l'abbaye de Savigny de rentes à percevoir à la Tannière[réf. incomplète]. Il est père d'Henri, qui se fait clerc, de Marie qui épouse Gilles de Saint-Loup, et enfin de Guillaume, son aîné, époux d'Olive, dont deux fils[réf. incomplète]. 

### La suite des seigneurs
Thomas de Lesbois, sans doute le fils d'Étienne de Lesbois, céda en 1354 à Guy de Montgiroux ce qu'il possédait « en toute la ville et l'aclous de la Thannière, ainsi comme les foucez, aux, et les estans la acloent ; il est assavoir, rentes en deniers, cens, taille, provousté o le chauceaige, le four à ban,… o toute la seigneurie, l'obéissance et le destrayt… » Et cela en échange d'une rente sur la terre de Teufeu[réf. incomplète].  Ce contrat fut rescindé plus tard, car en 1402, 1421, la Tannière appartenait au seigneur d'Hémenard[réf. incomplète]. 
La famille Benoist, qu'on trouve aussi au Bois-Brault, sans doute par alliance avec celle de Lesbois, eut sa part dans la seigneurie de la Tannière[réf. incomplète].  On connaît :
- Benoist, de la Tannière, 1399, dont la veuve, nommée Guillemette, était mariée en 1413 à Guillaume Richer ;
- Geoffroy Benoist, mari d'Isabelle de la Fontaine, 1403 ;
- Guillaume Benoist, seigneur de la Tannière, témoin à Assé-le-Riboul, en 1454 ; et ce serait de leur chef que les d'Anthenaise auraient eu le même titre : Charles, en 1484 ; René , son fils, en 1487 ; Germain, gouverneur de Fougères, en 1559 et 1576.

Ensuite, pour les seigneurs de la Tannière, on ne rencontre plus depuis que les cadets de la Famille des Nos, d'Hémenard[réf. incomplète] :
- François, fils de François et de Charlotte de Jousson, époux de Marie Nepveu, veuve de Jacques de Mégaudais ; il fut inhumé dans l'église de Larchamp le 17 juillet 1620.
- Henri, mari de Jeanne Le Jeune, 1657.
- François, époux de Marie de Valori, veuve en 1697 : Joseph-Hyacinthe de Valori, qui demeurait à la Motte-Valory, et qui probablement vendit à Jacques de Chappedelaine, seigneur d'Hémenard, dont les descendants furent jusqu'en 1790 seigneurs de la Tannière, dont est issu Jean-René de Chappedelaine.

### Sources et bibliographie
- « Château de la Tannière », dans Alphonse-Victor Angot et Ferdinand Gaugain, Dictionnaire historique, topographique et biographique de la Mayenne, Laval, A. Goupil, 1900-1910 [détail des éditions] (BNF 34106789, présentation en ligne) , issu des travaux suivants :
  - Cartulaire du Prieuré de l'Abbayette, de l'Abbaye de Savigny, de l'Abbaye de Fontaine-Daniel.
  - Charles Pointeau, Certificats, p. 82-83, et L'Abbayette, p. 25, 43.
  - Archives nationales, L. 966, 976 ; P. 398 ; Q/2. 101.
  - Archives départementales de la Mayenne, Chartrier de Levaré
  - Chartrier de Goué.
  - Titres de l'hôpital de Fougerolles.
  - Ambroise Ledru, Château de Sourches, p. 83.
  - Commission historique de la Mayenne, t. II, p. 88.
  - Maison d'Anthenaise, p. 38.
  - Archives départementales de la Sarthe, fonds municipaux, La Tannière ; et 875.
- George Cornelius Gorham, Genealogical accounts of the Breton and Anglo-Breton families De Gorram, in the Maine, Hertfordshire, Leicestershire and Northamptonshire, during the 12th, 13th, and 14th centuries., 1838. Voir en ligne